# 58:e Venedigbiennalen
58:e Venedigbiennalen genomfördes mellan den 11 maj och den 24 november 2019 i Venedig i Italien. Konstbiennalen i Venedig genomförs på främst två platser: Arsenalen och Giardini della Biennale. Konstnärlig ledare för den del av Venedigbiennalen som inte genomförs i de nationella paviljongerna är den brittiske kuratorn Ralph Rugoff. Biennalens tema är "May you live in interesting times".
I den del som inte hanteras i internationella paviljonger visas konstverk av 79 konstnärer. 
Jimmie Durham fick biennalens Guldlejon för livslång prestation. Litauen och konstnärerna Lina Lapelyte, Vaiva Grainyte och Rugile Barzdziukait fick Guldlejonet för bästa nationella paviljong med installationen "Sun & Sea (Marina)" av teaterdirektören Rugilė Barzdžiukaitė, pjäsförfattaren Vaiva Grainytė och kompositören Lina Lapelytė.
Arthur Jafa fick Guldlejonet för bästa verk på den internationella utställningen för filmen The white album Silverlejonet gick till Haris Epaminonda från Cypern.

## Nordiska paviljongen
Den gemensamma utställningen i Nordiska paviljongen, som ägs av regeringarna i Sverige, Norge och Finland, kurateras 2019 av de finländska kuratorerna Pia Oksanen och Leevi Haappala (född 1972). Tema är "Weather report, forecasting future" och utställande konstnärer är Ingela Ihrman, Ane Graff och konstnärsduon Nabbteeri, som består av Janne Nabb och Maria Teeri. Ingela Ihrman ställer ut "A great seaweed day" och genomför sin performance Giant Otter Giving Birth.

## Deltagande konstnärer i urval
- Ingela Ihrman
- Ane Graff
- Janne Nabb
- Maria Teeri
- Martin Puryear, USA
- Laure Prouvost, Frankrike
- Cathy Wilkes, Nordirland, Storbritannien
- Sean Edward, Wales, Storbritannien
- Charlotte Prodger, Skottland, Storbritannien
- John Akomfra, Ghana
- Lynette Yiadom-Boakye, Ghana
- Christoph Büchel, Island
- Soham Gupta, Indien
- Cyprian Gaillard, Frankrike
- Arthur Jafa, USA
- Tavares Strachan, Bahamas
- Frida Orupabo USA
- Roman Stanczak, Polen
- Jos de Gruyter, Belgien
- Harald Thys, Belgien
- Jimmy Durham, USA
- Anicka Yi, Sydkorea
- Michael Armitage, Kenya
- El Anatsui, Ghana
- Renate Bertlmann, Österrike
- Zanele Muholi, Sydafrika
- Tomás Saraceno, Argentina
- Christian Marclay, USA
- Hito Steyerl, Tyskland
- Jon Rafman, Canada
- Njideka Akunyili Crosby, Nigeria
- Kahlil Joseph, USA
- Shilpa Gupta, Indien
- Tarek Atoui, Libanon
- Lara Favaretto, Italien
- Teresa Margolle, Mexiko
- Lawrence Abu Hamdan, Jordanien
- Ibrahim Mahama, Ghana
- Natascha Sadr Haghighian/Natascha Süder Happelmann, Tyskland
- Kris Lemsalu, Estland
- Pauline Boudry, Schweiz
- Renate Lorenz, Schweiz
- Larissa Sansour, Danmark
- Danh Vō, Danmark
- Nicole Eisenman, USA